# Christina Karlsson
Christina Karlsson, senare Wuopio, född 3 juni 1946 i Hällefors, är en svensk skridskoåkare.
Christina Karlsson tävlade för Oxelösunds IK och senare för Mälarhöjdens IK. Vid Olympiska vinterspelen 1964 i Innsbruck kom hon med som reserv i den svenska truppen. Vid påföljande OS i Grenoble 1968 tävlade hon och kom på 18:e plats på 1500 meter med en tid på 2.31,4. På distansen 3000 meter slutade hon på 13:e plats med en tid på 5.17,2.